# Шаффгаузен (кантон)
Шаффгаузен (нім. Schaffhausen; фр. Schaffhouse; італ. Sciaffusa; Schaffusa) — німецькомовний кантон на півночі Швейцарії. Адміністративний центр — Шаффгаузен.